# Йохан Йозеф фон Валдщайн
Йохан Йозеф фон Валдщайн (на немски: Johann Joseph Graf von Waldstein, Herr von Wartenberg; на чешки: Jan Josef z Valdštejna; * 26 юни 1684, Прага; † 22 април 1731, Прага) е граф от род Валдщайн, господар на Вартенберг в Бохемия, таен съветник, предприемач, мецен, и маршал на Бохемия (1720 – 1731).

## Живот
Той е син на граф Ернст Йозеф фон Валдщайн, господар на Вартенберг (1654 – 1708) и съпругата му графиня Мария Анна фон Кокорзова (1651 – 1687), вдовица на граф Максимилиан Йозеф фон Фюрстенберг (1651 – 1676), дъщеря на фрайхер Йохан Кристоф Георг фон Кокорзова († 1662) и Ева Катарина Маркварт фон Храдек, наследничка на Вайсвасер. Внук е на граф Фердинанд Ернст фон Валдщайн, господар на Вартенберг († 1657) и графиня Елеонора фон Ротал († 1655). Големият му брат граф Франц Йозеф Йохан фон Валдщайн, господар на Вартенберг (1680 – 1722) е главен съдия и губернатор на Моравия (1717 – 1719).
Йохан Йозеф създава текстилно предприятие в Северна Бохемия и изнася стоката си в Европа и Азия. Той става императорски таен съветник, щатхалтер, на 20 февруари 1720 г. оберст-ландмаршал и 1728 г. първият ландтагс-комисар.

## Фамилия
Йохан Йозеф се жени на 30 януари 1706 г. за графиня Елеонора Мария Анна Йозефа Елизабет Анастасия фон Валдщайн-Вартенберг (* 22 август 1687; † 20 септември 1749), единствена дъщеря на братовчед му граф Карл Ернст фон Валдщайн, господар на Вартенберг (1661 – 1713) и графиня Мария Терезия фон Лозенщайн (1666 – 1729). Те имат три дъщери:
- Терезия Анна Мария Елеонора фон Валдщайн-Вартенберг (* 22 февруари 1707; † 12 ноември 1756, Виена), наследничка на Кривоклат, омъжена на 6 юни 1723 г. за 1. княз и ландграф Йозеф Вилхелм Ернст фон Фюрстенберг ( * 13 април 1699, Аугсбург; † 29 април 1762, Виена)
- Елеонора (* 1708)
- Мария Йозефа Елизабет (* 17 юли 1709; † 17 август 1709)

## Литераура
- Die Leutensdorfer Tuchmanufaktur des Grafen Johann Joseph von Waldstein, 1728 Архив на оригинала от 2020-06-16 в Wayback Machine. – das Buch digitalisiert im eBooks on Demand Projekt (Tschechische Nationalbibliothek in Prag).
- Constantin von Wurzbach: Waldstein, Johann Joseph. In: Biographisches Lexikon des Kaiserthums Oesterreich. 52. Theil. Kaiserlich-königliche Hof-und Staatsdruckerei, Wien 1885, S. 225 f.
- Joachim Bahlcke, Winfried Eberhard, Miloslav Polívka (Hrsg.): Handbuch der historischen Stätten. Band: Böhmen und Mähren (= Kröners Taschenausgabe. Band 329). Kröner, Stuttgart 1998, ISBN 3-520-32901-8, 416 und 874.
- Constantin von Wurzbach: Waldstein, die Grafen, Genealogie. In: Biographisches Lexikon des Kaiserthums Oesterreich. 52. Theil. Kaiserlich-königliche Hof-und Staatsdruckerei, Wien 1885, S. 208 – 210
- Europäische Stammtafeln, J.A. Stargardt Verlag, Marburg, Schwennicke, Detlev (Ed.). 5:178
- Genealogisches Handbuch des Adels, Gräfliche Häuser. 1973 482
- Leo van de Pas: Genealogics.org.